# Melphalan
Melphalan (tên thương mại Alkeran, ở Liên Xô cũ còn được gọi là Sarcolysin) là một loại thuốc hóa trị thuộc nhóm các tác nhân kiềm hóa mù tạt nitơ.
Một tác nhân alkyl hóa thêm một nhóm alkyl (C n H 2n + 1) vào DNA. Nó gắn nhóm alkyl vào gốc guanine của DNA, ở nguyên tử nitơ số 7 của vòng imidazole.
Mặt khác được gọi là mù tạt L -phenylalanine, hoặc L -PAM, melphalan là một dẫn xuất phenylalanine của chlormethine.

## Cơ chế hoạt động
Melphalan làm thay đổi về mặt hóa học các DNA nucleotide guanine qua alkyl hóa, và gây ra mối liên kết giữa các sợi DNA. Sự thay đổi hóa học này ức chế tổng hợp DNA và tổng hợp RNA, các chức năng cần thiết cho các tế bào để tồn tại. Những thay đổi này gây độc tế bào trong cả tế bào khối u phân chia và không phân chia.

## Công dụng
Nó được sử dụng để điều trị đa u tủy, ung thư buồng trứng, AL amyloidosis, và đôi khi u ác tính.
Các tác nhân đầu tiên được điều tra như là một loại thuốc có thể sử dụng trong ung thư hắc tố, nó không được tìm thấy là có hiệu quả.
Vào ngày 15 tháng 3 năm 2016, nó đã được FDA Hoa Kỳ chấp thuận dưới tên thương mại Evomela cho:
- sử dụng như một điều trị liều cao trước khi ghép tế bào gốc tạo máu cho bệnh nhân đa u tủy
- điều trị giảm nhẹ cho bệnh nhân MM mà điều trị bằng đường uống không phù hợp [3]

Melphalan hiện đang được sử dụng để điều trị u nguyên bào võng mạc mắt, một khối u rắn ở trẻ em. Điều này được thực hiện thông qua ống thông tiểu dựa trên truyền chậm xung vào động mạch nhãn cầu.

## Sử dụng
Uống hoặc tiêm tĩnh mạch; Liều dùng thay đổi theo mục đích và đường dùng cũng như cân nặng của bệnh nhân.
Thông tin kê đơn Melphalan: Alkeran 
Thông tin bệnh nhân Melphalan: MedlinePlus 
Bảng dữ liệu an toàn vật liệu Melphalan (MSDS): Sản phẩm nghiên cứu Sequoia 

## Tác dụng phụ
Các tác dụng phụ thường gặp bao gồm:
- Buồn nôn và nôn, và loét miệng.
- Ức chế tủy xương, bao gồm 
  - Số lượng bạch cầu giảm làm tăng nguy cơ nhiễm trùng
  - Số lượng tiểu cầu giảm làm tăng nguy cơ chảy máu
- Mất trí nhớ

Tác dụng phụ ít phổ biến hơn bao gồm:
- Phản ứng dị ứng nghiêm trọng
- Xơ phổi (sẹo mô phổi) bao gồm cả kết cục gây tử vong (thường chỉ khi sử dụng kéo dài)
- Rụng tóc
- Viêm phổi kẽ
- Phát ban
- Ngứa
- Suy tủy xương không hồi phục do melphalan không được rút sớm
- Ngừng tim

## Tổng hợp
Một loại thuốc giống như amino acid là chất chống ung thư melphalan. Các tế bào khối u dành ít thời gian hơn trong các giai đoạn nghỉ ngơi so với các tế bào bình thường, vì vậy tại bất kỳ thời điểm nào, chúng có nhiều khả năng hoạt động trao đổi chất hơn hầu hết các tế bào chủ bình thường. Lý do đằng sau việc kết hợp chức năng kiềm hóa trong phân tử giống như chất chuyển hóa tế bào chính là để có được mức an toàn cao hơn bằng cách đánh lừa các tế bào khối u để hấp thụ độc tố tốt hơn. 

Tổng hợp: ; (cả 1962 đến NRDC).

4-Nitro-L- phenylalanine (1) đã được chuyển đổi thành phthalimide của nó bằng cách đun nóng với anhydrid phthalic, và điều này đã được chuyển đổi thành este ethyl của nó (2). Hydro hóa xúc tác tạo ra anilin tương ứng. Đun nóng axit bằng oxirane, sau đó xử lý bằng phosphor oxyclorua đã cung cấp bischloride và loại bỏ các nhóm bảo vệ bằng cách đun nóng trong axit hydrochloric cho melphalan (3).